# Południowa Afryka na Letnich Igrzyskach Olimpijskich 2008
Południową Afrykę na Letnich Igrzyskach Olimpijskich 2008 reprezentowało 136 sportowców w 19 dyscyplinach.
Był to 17. start reprezentacji Południowej Afryki na letnich igrzyskach olimpijskich.

## Zdobyte medale
| Medal  | Zawodnik       | Dyscyplina sportowa | Konkurencja         |
| ------ | -------------- | ------------------- | ------------------- |
| Srebro | Khotso Mokoena | Lekkoatletyka       | skok w dal mężczyzn |